# Dressed to Kill (album)
Dressed to Kill – trzeci album amerykańskiej grupy rockowej KISS wydany 19 marca 1975 roku.

## Lista utworów
Strona pierwsza
1. "Room Service" (Paul Stanley) – 2:59
  - śpiew – Paul Stanley
2. "Two Timer" (Gene Simmons) – 2:47
  - śpiew – Gene Simmons
3. "Ladies in Waiting" (Simmons) – 2:35
  - śpiew – Gene Simmons
4. "Getaway" (Ace Frehley) – 2:43
  - śpiew – Peter Criss
5. "Rock Bottom" (Frehley, Stanley) – 3:54
  - śpiew – Paul Stanley

Strona druga
1. "C’mon and Love Me" (Stanley) – 2:57
  - śpiew – Paul Stanley
2. "Anything for My Baby" (Stanley) – 2:35
  - śpiew – Paul Stanley
3. "She" (Stephen Coronel, Simmons) – 4:08
  - śpiew – Gene Simmons
4. "Love Her All I Can" (Stanley) – 2:40
  - śpiew – Paul Stanley
5. "Rock and Roll All Nite" (Simmons, Stanley) – 2:49
  - śpiew – Gene Simmons

## Twórcy
- Gene Simmons – gitara basowa, śpiew
- Paul Stanley – gitara rytmiczna, śpiew
- Ace Frehley – gitara prowadząca
- Peter Criss – perkusja, śpiew

## Produkcja
- Neil Bogart – producent
- Dave Wittman – Inżynier
- George Lopez – asystent inżyniera
- George Marino – CD mastering
- Joseph Palamacco – remastering

## Notowania
Album – Billboard (Ameryka Północna)
| Rok  | Lista      | Pozycja |
| ---- | ---------- | ------- |
| 1975 | Pop Albums | 32      |

Single – Billboard (USA)
| Rok  | Singel                   | Lista       | Pozycja |
| ---- | ------------------------ | ----------- | ------- |
| 1975 | "Rock and Roll All Nite" | Pop Singles | 68      |